# Vojtěch Raňkův z Ježova
Vojtěch Raňkův z Ježova (asi 1320 Malý Ježov – 15. srpna 1388 Praha), lat. Adalbertus Ranconis de Ericinio, byl doktor teologie a mistr svobodných umění, profesor a rektor pařížské Sorbony, kanovník a scholastik pražské kapituly sv. Víta.

## Život
Pobýval velkou část svého života v zahraničí. Ve své době byl v Evropě jednou z nejuznávanějších českých osobností a morální autoritou. Mistra Vojtěcha Raňkův z Ježova nazval Tomáš ze Štítného „mistrem hrozného rozumu a odivné paměti“. Za jeho žáka se považoval i pozdější pražský arcibiskup Jan z Jenštejna.
Roku 1369 se stal scholastikem u sv. Víta. Z této funkce dozíral na všechny pražské latinské školy. Byl znám značnou tolerantností svých názorů, zastal se např. prvního laického kritika náboženských poměrů Tomáše ze Štítného. V důsledku toho byl označen za kacíře profesorem teologie Pražské univerzity Jindřichem Tottingem z Oyty, který ho pošpinil v očích císaře Karla IV. Vydal se proto do Avignonu, tehdejšího sídla papeže, aby se z nařčení očistil. Rozzlobený císař mu zakázal návrat. Tento zákaz však odvolal po přímluvě Jana z Jenštejna. Ještě před návratem Vojtěch získal doktorát teologie na Sorboně, působil zde jako profesor a jistý čas i jako rektor.
Od roku 1375 působil opět v Praze jako kazatel při slavnostních příležitostech. V roce 1378 hovořil na pohřbu Karla IV., kde nazval zesnulého titulem římských císařů „pater patriae“ (Otec vlasti), kterým je tento panovník v českých dějinách nazýván dodnes. Titul byl pro panovníka v té době zcela běžný, později však – především pod vlivem barokního a nacionálně orientovaného romantického dějepisectví – začal být chápán doslova.
Krátce před svou smrtí, 2. dubna 1388, sepsal závěť, v níž všechno své jmění věnoval na zřízení stipendií pro nemajetné české studenty, kteří by se chtěli vzdělávat na univerzitách v Paříži nebo Oxfordu.

## Dílo

### Básně
- Carmen sive cantilena de evitatione amoris carnalis: Ach, in luctum chelym verto ("Vyhni se tělesné lásce! Žalně, ach, má loutna nyje...")[3][4]

### Dopisy
- Epistula Conrado Waldhausero 7. iunii 136[5] missa[5]
- Epistula Conrado Waldhausero 13. decembris 136[5] missa[6]
- Epistula Ioanni de Ienstein archiepiscopo Pragensi missa[7]

### Kázání
- Collactio facta Herbipoli[8]
- Concio in sepultura Caroli IV. imperatoris[8]
- Fragmenta sermonis de immaculata concepcione virginis Mariae[8]
- Propositio facta in receptione domini cardinalis Ravenatensis (Pilei di Prata)[8]
- Sermo factus in secunda dominica adventus Domini (De adventu Cristi)[8]
- Sermo in adventu Domini (De incarnatione Cristi)[8]
- Sermo in die sancto Pentecostes (Solum partes; de exitu Spiritus Sancti de Patre Filioque)[8]
- Sermo in festo ascensionis Domini (De Cristo - bono pastore)[8]
- Sermo synodalis de anno 1385[8]

### Obrany
- Apologia contra archiepiscopum Iohannem de Ienstein[8]
- De vectigali clericis imposito[8]
- Forma M. Adalberti magistris universitatis Pragensis missa[8]

### Poučné spisy
- De frequenti communione ad plebanum Martinum[8]
- Rescriptum magistri ad Alberti ad duo dubia super obligatione regularium ordinis S. Augustini[8]
- Solutio de beata Maria peccatrice[8]
- Speculum spirituale monialium monasterii sancti Georgii in castro Pragensi[8][9]
- Utrum beata Maria Virgo concepta sit in peccato originali[8]

### Scholastické spisy
- Laus philosophiae cum quaestione Utrum naturalis philosophus per racionem naturalem possit habere noticiam sive scienciam evidentem de aliqua re?[8]
- Minuta statuta universitatis Parisiensis per manus magistri Adalberti de Bohemia, rectoris universitatis eiusdem, scripta, de reformando modo legendi (Adumbratio prima)[8]
- Per quem modum gratia infertur ipsis sacramentis, utrum videlicet ipsa sit inhaerens sacramentis, vel quod si assistens?[8]
- Utrum aliqua creatura possit habere virtutem creativam, productivam alicuius creaturae in esse?[8]
- Utrum creatura racionalis sub pena peccati mortalis Deum super omnia diligere tenetur?[8]
- Utrum philosophus moralis habeat concedere istam de virtute sermonis: Rex est servus regni?[8]

### Výběr z bibliografie
- Chvála filozofie, Antologie I, 1981
- Žalně, ach, má loutna nyje, Výbor z české literatury od počátků po dobu Husovu, 1957
- Mistrům pražské university, Výbor z české literatury doby husitské I, 1963
- Řeč při pohřbu Karla IV, in J. Vilikovský: Próza z doby Karla IV., 1938